# Unicast

Unicastové vysílání propojuje v počítačové síti právě dva uzly

Unicast označuje v počítačové síti zasílání paketů pouze jedinému cíli (uzlu, stanici). Unicastové vysílání je opakem broadcastu, který se vysílá do všech uzlů v síti najednou. Mezi unicastem a broadcastem stojí ještě multicasting, rozesílá pakety pouze určité skupině stanic. Pokud není možné multicast použít, musí se každý paket zasílat všem počítačům zvlášť (unicast), nebo je nutné použít broadcast, což v obou případech síť a uzly zatěžuje.
Unicast se používá pro přímou komunikaci mezi dvěma uzly v síti. V případě, že je potřeba doručit stejná data více uzlům najednou, je vhodnější použít multicast nebo broadcast (například streamování zvuku nebo videa, při konferenčních hovorech, IPTV a podobně), což však vyžaduje dodatečnou konfiguraci multicastu na všech zúčastněných uzlech v přenosové síti. Pro IPTV služby s odloženým sledováním, anebo OTT služby IPTV znamená využívání protokolu unicast velké zatížení sítě které nelze řešit multicastem (klienti nesledují objednané multimediální přenosy současně/synchronně).